# 1602 Indiana
Indiana (asteróide 1602) é um asteróide da cintura principal, a 2,0120092 UA. Possui uma excentricidade de 0,1036564 e um período orbital de 1 228,38 dias (3,36 anos).
Indiana tem uma velocidade orbital média de 19,87993839 km/s e uma inclinação de 4,16426º.
Esse asteróide foi descoberto em 14 de Março de 1950 por Goethe Link Obs..